# 四日市場 (柴田町)
四日市場（よっかいちば）は、宮城県柴田郡柴田町の大字。郵便番号は989-1743。人口は1,177人、世帯数は469世帯（2023年12月31日現在）。旧陸奥国柴田郡四日市場村、陸前国柴田郡四日市場村、白石県柴田郡四日市場村、角田県柴田郡四日市場村、仙台県柴田郡四日市場村、宮城県柴田郡四日市場村、宮城県柴田郡槻木村大字四日市場、宮城県柴田郡槻木町大字四日市場。

## 地理
柴田町の北東部、槻木盆地に位置し、岩沼市と隣接する。北には高舘丘陵、東には阿武隈川が流れ、田園風景が広がっている。
大部分が都市近郊型農村地域であり、主に仙台市方面への野菜類の生産・出荷が行われ、ビニールハウスでのシクラメン生産や販売会なども行われている。
- 河川：阿武隈川、五間堀川
- 丘陵：高舘丘陵

### 地名の由来
一説によれば古く、高舘丘陵の山から流れる川名沢、小沢の上流部を上川名と呼ぶのに対し、四日市場地区は下川名と呼ばれていたと考えられている。その後、阿武隈川の水運の拠点となり四の日に市が立つようになって地名も変化したと口伝されている。一方で地名の初見は藩政時代でありそれ以降、市が開かれたとされる記録がないことから由来について諸説ある。

## 歴史

### 古代
古墳時代から奈良時代にかけて、現在の四日市場炭釜地区にて横穴墓群が造営された。その横穴墓群は1969年に炭釜横穴古墳群として町の史跡に登録された。この横穴墓群は平安時代ごろまで使用されたと考えられている。
また、807年（大同2年）には坂上田村麻呂によって瀧澤不動尊が現在の四日市場法領地区に建立されたと伝えられている。

### 中世
1382年（永徳2年）ごろ、山城国葛野郡平野（現在の京都市北区）から修験の行脚をしていた宥法という僧がこの地を訪れ、飲むと必ず病に罹り、あるいは死んでしまうと村人たちに囁かれていた湧き水を、祈祷によって病気が治癒する水へと変えたと伝えられている。このことがきっかけで鬼石山来光院延命寺という寺院が建立され、この水は「延命水」と名付けられた。また、このとき宥法がこの寺院を雲南大権現と称した。
1593年（文禄2年）の8月、火災で神鏡を残しほぼすべてが焼失したが、1597年（慶長2年）に再建された。

### 近世
中世から近世初頭にかけ、阿武隈川の遊水地帯で舟運が開かれ、市場が立ったと伝えられている。また、奥州街道の一里塚も整備された。
1610年（慶長15年）、曹洞宗松音寺の末寺として鱗泰という和尚が名川寺を開山したとされる。
江戸時代の四日市場地区は寺社領と仙台藩士数名の所領となっていた。

## 交通

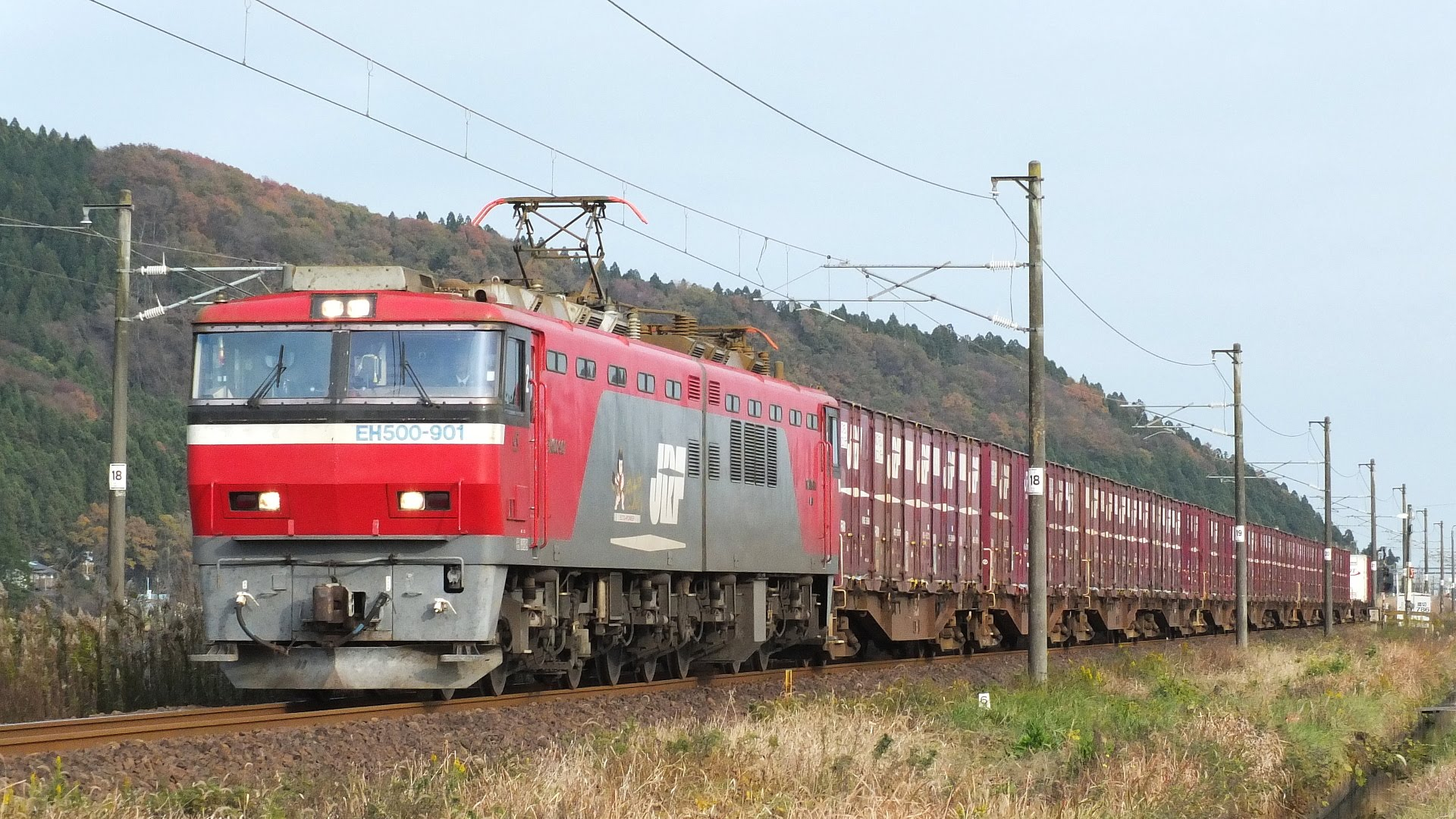
四日市場地区を走る東北本線

### 鉄道
- 鉄道駅はないが、東北本線が槻木駅 - 岩沼駅間で地区内を通過している。

### バス
- バス路線は通っていない。最寄りのバス停は岩沼市民バス  南長谷線の玉崎西停留所。

### 道路

#### 一般国道
- 国道4号

#### 一般県道
- 宮城県道28号丸森柴田線

## 施設

### 公共
- 四日市場沖集会所
- 第18B区集会所

### 寺社
- 山神社
- 名川寺
- 瀧澤不動尊

### 企業
- 東北積水樹脂株式会社 本社・工場
- 積水樹脂 東北営業所

## 史跡・文化財

### 町指定文化財
- 炭釜横穴古墳群[9]